# Simetria Molecular

Elementos de simetria do formaldeído. C_{2} é um eixo de rotação duplo. σ_{v} e σ_{v}' são dois planos de reflexão diferentes.

Em Química, a simetria molecular descreve as propriedades de simetria presentes nas moléculas e as classifica de acordo com elas. O conceito de simetria é fundamental, e é utilizado para prever e explicar propriedades químicas, como a existência de momento de dipolo elétrico e as transições espectroscópicas permitidas. As propriedades de simetria das moléculas formam objetos matemáticos chamados grupos, e para estudá-las utiliza-se a teoria dos grupos. Para isso, os estados rotacionais, vibracionais e eletrônicos das moléculas são classificados de acordo com suas representações irredutíveis da tabela de caracteres correspondente ao grupo de que a molécula faz parte. A simetria é utilizada no estudo de orbitais atômicos, com aplicações no método de Hückel, teoria do campo ligante e em outros campos. Grande parte dos livros de físico-química, mecânica quântica aplicada à química, espectroscopia e química inorgânica versam sobre simetrias.      Outro uso bastante comum do estudo de simetrias é a descrição de cristais e suas estruturas em grande escala.
Existem diversas técnicas para se determinar a simetria de uma molécula, como cristalografia por raios-x e vários tipos de espectroscopia. 